# 阿斯帕伦
阿斯帕伦（法語：Hasparren，法語發音：[aspaʁɛ̃]）是法国大西洋比利牛斯省的一个市镇，属于巴约讷区。 

## 地理
阿斯帕伦（43°23'4"N, 1°18'17"W）面积77.01 平方千米，位于法国新阿基坦大区大西洋比利牛斯省，该省份为法国东南部省份，涵盖了贝阿恩与北巴斯克，西临大西洋比斯開灣，北至朗德省，东北接热尔省，东临上比利牛斯省，南与西班牙接壤。
与阿斯帕伦接壤的市镇（或旧市镇、城区）包括：阿耶尔、巴尔多斯、邦洛克、布里斯库斯、康博莱班、阿尔苏、雅楚、克莱朗斯堡、马凯、芒迪永德、穆盖尔、于尔特。
阿斯帕伦的时区为UTC+01:00、UTC+02:00（夏令时）。

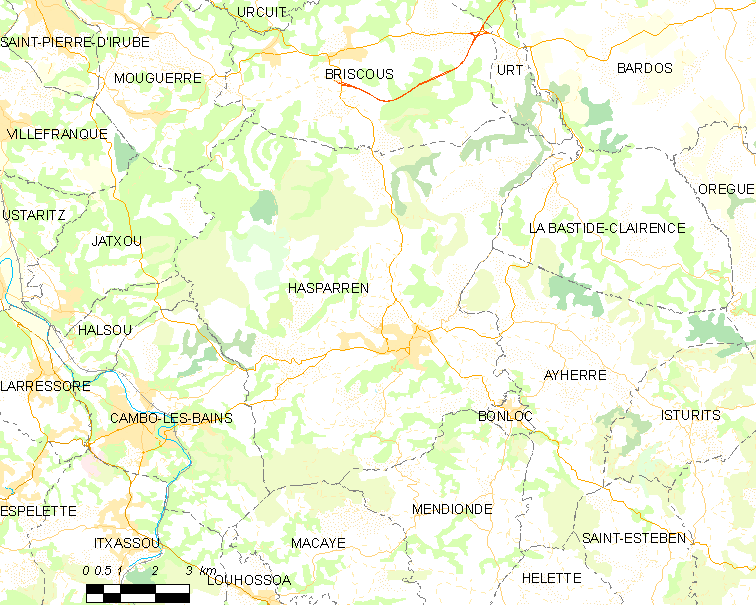
阿斯帕伦的OSM定位图

## 行政
阿斯帕伦的邮政编码为64240，INSEE市镇编码为64256。

## 政治
阿斯帕伦所属的省级选区为巴伊古拉-蒙达兰县。

## 人口

1962-2008年间阿斯帕伦人口变化图示

阿斯帕伦于2022年1月1日时的人口数量为7615人。